# Medmasa

Mapa de algunas de las ciudades griegas de Caria y de algunas islas del Dodecaneso, donde se aprecia la ubicación de Medmasa, al oeste de Halicarnaso.

Medmasa (en griego antiguo, Μέδμασα) fue una antigua ciudad griega de Caria.
Plinio el Viejo señala que Alejandro Magno unió a Halicarnaso seis ciudades en sinecismo y entre las seis cita la ciudad de Medmasa, junto a Side, Pédaso, Uranio, Teángela y Telmiso. Sin embargo, Estrabón dice que, según Calístenes, este sinecismo fue realizado por Mausolo.
Medmasa perteneció a la Liga de Delos puesto que aparece mencionada en registros de tributos a Atenas entre los años 454/3 y 432/1 a. C.